# Tom Werner

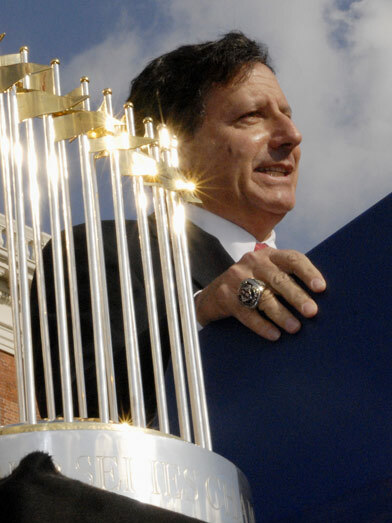
Tom Werner, 2007

Thomas Charles „Tom“ Werner  (* 12. April 1950 in New York City, New York) ist ein US-amerikanischer Fernsehproduzent und Geschäftsmann. Er ist der jüngere Bruder des Regisseurs Peter Werner.

## Frühes Leben
Werner wurde in New York City geboren und erwarb einen Englisch-Abschluss an der Harvard University.

## Fernsehkarriere
Im Jahr 1975 wurde Werner Direktor der East Coast Prime Time. 1979 wurde er zum Senior-Vize Präsident der Prime-Time Entwicklungsabteilung befördert. Werner war an der Entdeckung und Förderung von Hollywood-Größen wie Robin Williams, Tom Hanks oder Billy Crystal beteiligt.
Werner war Mitbegründer der Carsey-Werner Gesellschaft mit Marcy Carsey im Jahr 1980. In dieser Funktion ist er als ausführender Produzent von Fernsehsendungen wie Die Bill Cosby Show oder Roseanne verantwortlich gewesen.  Im Jahr 1996 wurde er in die Fernseh Hall of Fame aufgenommen, im Jahr 1999 wurde er im Museum of Television and Radio geehrt.
Während der Regierung von Präsident Bill Clinton waren Werner und Carsey enge Freunde und häufige Berater von Bill und Hillary Clinton.

## Sportinvestor
Am 14. Juni 1990 kaufte er gemeinsam mit 14 anderen Investoren die San Diego Padres aus der Major League Baseball für 75 Millionen US-Dollar. Werners Zeit als Mehrheitseigentümer endete, als John Moores am 22. Dezember 1994 80 % der Anteile für 80.000.000 US-Dollar erwarb. Werner behielt einen Anteil von 10 % in der Franchise, bis er auch diese vor der Saison 2007 an Moores verkaufte. Seit 2002 ist Werner Vorsitzender der Boston Red Sox und seit 2010 auch Vorsitzender des englischen Premier-League-Vereins FC Liverpool.